# Nicolas Durand
Pour les articles homonymes, voir Nicolas Durand (homonymie) et Durand.

a Compétitions nationales et continentales officielles uniquement.

b Matchs officiels uniquement.
Dernière mise à jour le 27 avril 2017.
Nicolas Durand, né le 4 octobre 1982 à Toulouse (Haute-Garonne), est un joueur de rugby à XV français. Il a joué en équipe de France et a joué au poste de demi de mêlée.

## Biographie

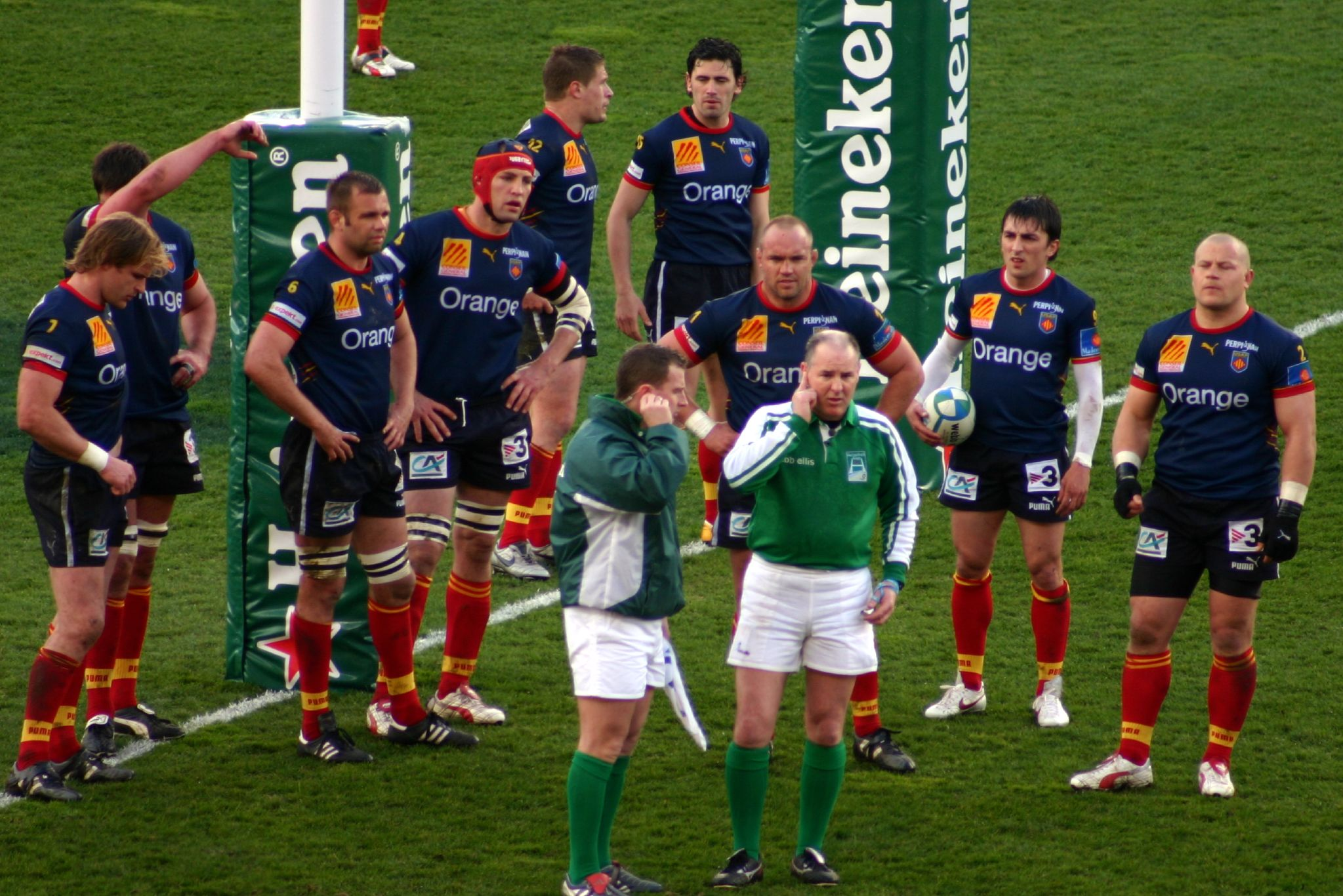
Durand (2e à droite, avec le ballon) avec l'USAP lors d'un match de H Cup en avril 2006.

Originaire d'Auvillar en Tarn-et-Garonne, il commence le rugby à l'Avenir valencien, basé à Valence-d'Agen, avant de rejoindre le Stade toulousain.
En 2002, il rejoint le AS Béziers, puis en 2004, l'USA Perpignan.
Révélation de la saison 2004-2005, une grosse blessure en fin de saison le prive d'une sélection en équipe de France. Il sera appelé par Bernard Laporte pour la tournée 2007 en Nouvelle-Zélande. Il joue son premier match le 2 juin contre la Nouvelle-Zélande, il est titularisé à la charnière au côté de Benjamin Boyet. Les Bleus s'inclinent 42 à 11. Cette charnière est reconduite la semaine suivante pour une nouvelle défaite 61 à 10 face aux Blacks.
En mars 2009, il est invité avec les Barbarians français pour jouer un match contre le XV du président, sélection de joueurs étrangers évoluant en France, au Stade Ernest-Wallon à Toulouse. Les Baa-Baas s'inclinent 26 à 33.
En juin 2009, il participe à la tournée des Barbarians français en Argentine pour affronter le Rosario Invitación XV puis les Pumas,. Les Baa-Baas l'emportent 54 à 30 contre Rosario puis s'inclinent 32 à 18 contre l'Argentine à Buenos Aires.
Après avoir joué pendant 6 ans à Perpignan avec un titre de champion de France, il rejoint en 2010 le Racing Métro 92 puis en 2012, le Rugby club toulonnais.
Mais étant donné son faible temps de jeu et le recrutement du RC Toulon au poste de demi de mêlée, il est prêté par Toulon pour revenir à Perpignan en tant que joker médical durant l'intersaison 2013. Il retourne à Toulon en 2014.
En 2015, il quitte le var pour rejoindre le  Lyon OU. Il remporte le championnat de France de Pro D2 en 2016.
Le 27 avril 2017, il annonce qu'il met un terme à sa carrière à l'issue de la saison. 
Il annonce, au début de la saison 2017-2018, rechausser les crampons en 2e série au Rugby Club du Brulhois 82, en mémoire de son père disparut,qui fut un des fondateurs du club.
Son surnom est "Pollux".

## En équipe nationale
Il a honoré sa première cape internationale en équipe de France le 2 juin 2007 contre l'équipe de Nouvelle-Zélande, alors que les internationaux du Stade toulousain, de l'ASM Clermont Auvergne, du Biarritz olympique et du Stade français (notamment Pierre Mignoni, Dimitri Yachvili et Jean-Baptiste Élissalde) disputaient les demi-finales du Top 14 2006-07 dans leurs clubs respectifs.

## Palmarès
Champion de France "Cadets" avec le Stade toulousain en 1999 au stade de France contre Massy.
Champion de France "Juniors Crabos" en 2000 contre Narbonne.
Champion de France Reichel en 2002 contre Bayonne

### En club
Avec l'USA Perpignan
- Championnat de France de première division :
  - Champion (1) : 2009 (face à Clermont remplacé par David Mélé à la 74e).
  - Vice-champion (1) : 2010 (face à Clermont)

Avec le RC Toulon
- Championnat de France de première division : 
  - Vice-champion (1) : 2013 (face au Castres Olympique)

Avec le LOU Rugby
- Championnat de France de Pro D2 :
  - Champion (1) : 2016

### En équipe nationale
- 2 sélections en 2007
- Équipe de France A : 2 sélections en 2005 (Irlande A, Angleterre A)
- Équipe de France -19 ans : vice-champion du monde 2001 au Chili, face à la Nouvelle-Zélande (remplace Valentin Courrent à la 42°)